# Triklino
Triklino  este un oraș în Grecia în Prefectura Arcadia.